# Hayedo de la Viescona
El hayedo de La Viescona es un bosque de hayas del Principado de Asturias (España).

## Vegetación
La cubierta vegetal de la Viesca de la Toya, lugar más conocido como La Viescona, se caracteriza por su grado de naturalidad y las escasas evidencias de intervención humana.
El bosque está situado en la falda norte de la Sierra del Sueve (Asturias), y vinculado a un estrecho valle excavado en las laderas del Sueve por la Riega de la Toya, que partiendo de las praderías del Bustacu recorre todo el bosque para terminar en el arroyo de la Cueva del Beau.
Es el hayedo situado a menor altitud de toda la península ibérica, y se encuentra muy próximo al mar: tan sólo a unos 800 metros en línea recta. Otra particularidad es su estructura, invertida con respecto al resto de bosques, dado que las hayas, árboles sobre todo de montaña que en Asturias se sitúan entre los 800 y los 1.500 m.s.n.m, se encuentran en este lugar por debajo de los robles.
La mayor parte del bosque está poblada por hayas (en asturiano, fayes), que crecen en este bosque (viesca) entre los 200 y los 500 metros de altitud, acompañadas por especies como el acebo (Ilex aquifolium; xardón o carrasco) y algunos ejemplares aislados de tejo (Taxus baccata texu). Además de líquenes, se puede encontrar una nutrida representación de musgos y helechos; entre estos últimos, algunos de origen tropical. Todo esto se debe a que son numerosos los factores ambientales, tales como los climáticos, fisiográficos, edáficos y bióticos, que se dan en esta Viesca de la Toya, crean un hábitat en el que se desarrolla esta peculiar comunidad vegetal. La niebla (borrina) entra desde el cercano mar, y hace que este lugar, climáticamente, sea húmedo templado.
Este bosque también alberga conjuntos de especies de líquenes que son raras o están ausentes en los bosques que se hallan en estadio juvenil o en los que se han efectuado explotaciones intensivas. Uno de ellos, Lobaria virens (Lecanoromycetes: Peltigerales: Lobariaceae), es un excelente indicador de bosques viejos, bien conservados y estructurados, con continuidad ecológica. Este liquen es un taxón subtropical, muy escaso y de importancia biogeográfica y bioindicadora, extinguido o en situación crítica en muchos países europeos, y extremadamente sensible a cualquier alteración ambiental.

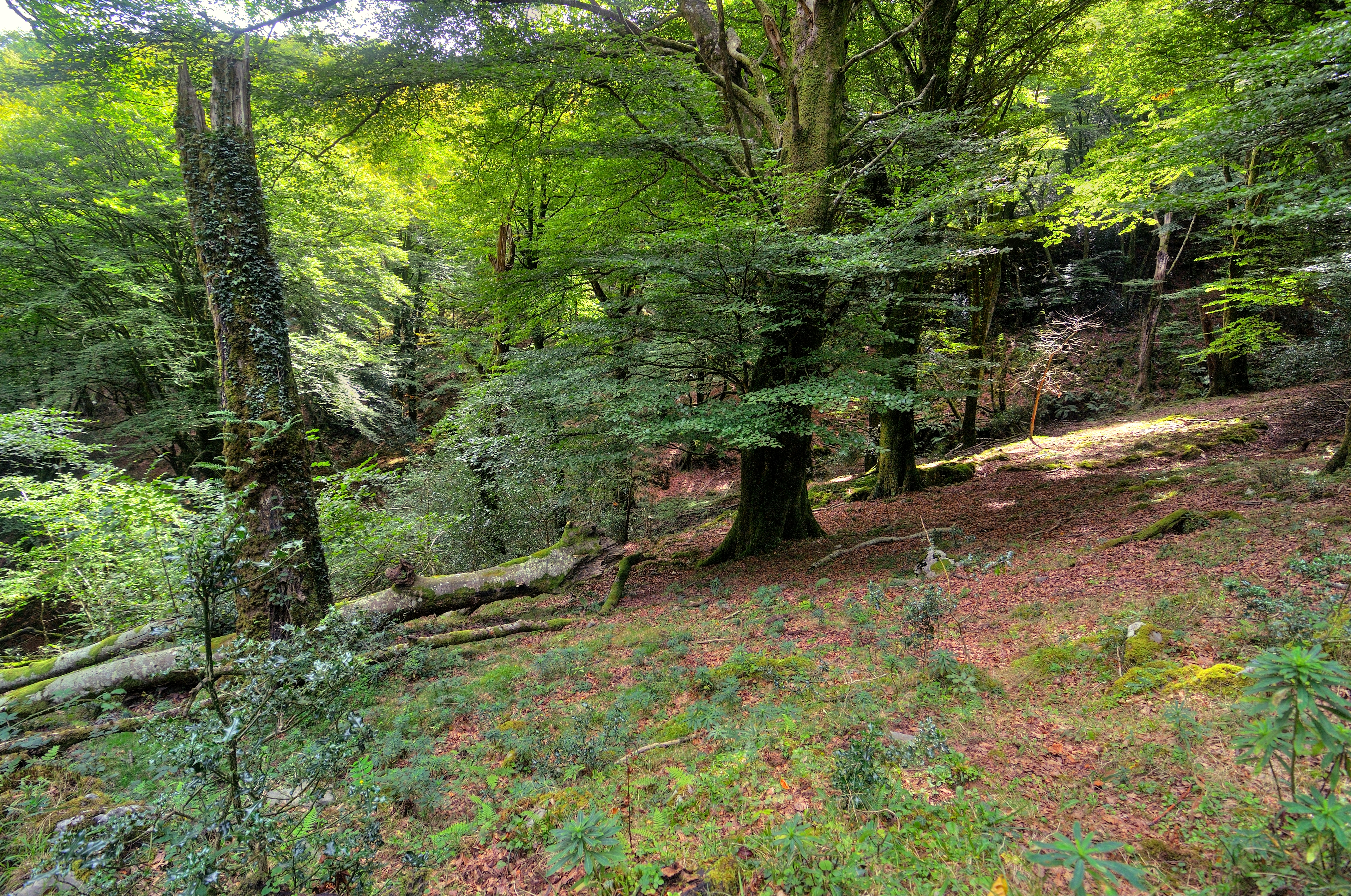
Vista desde el interior del hayedo.

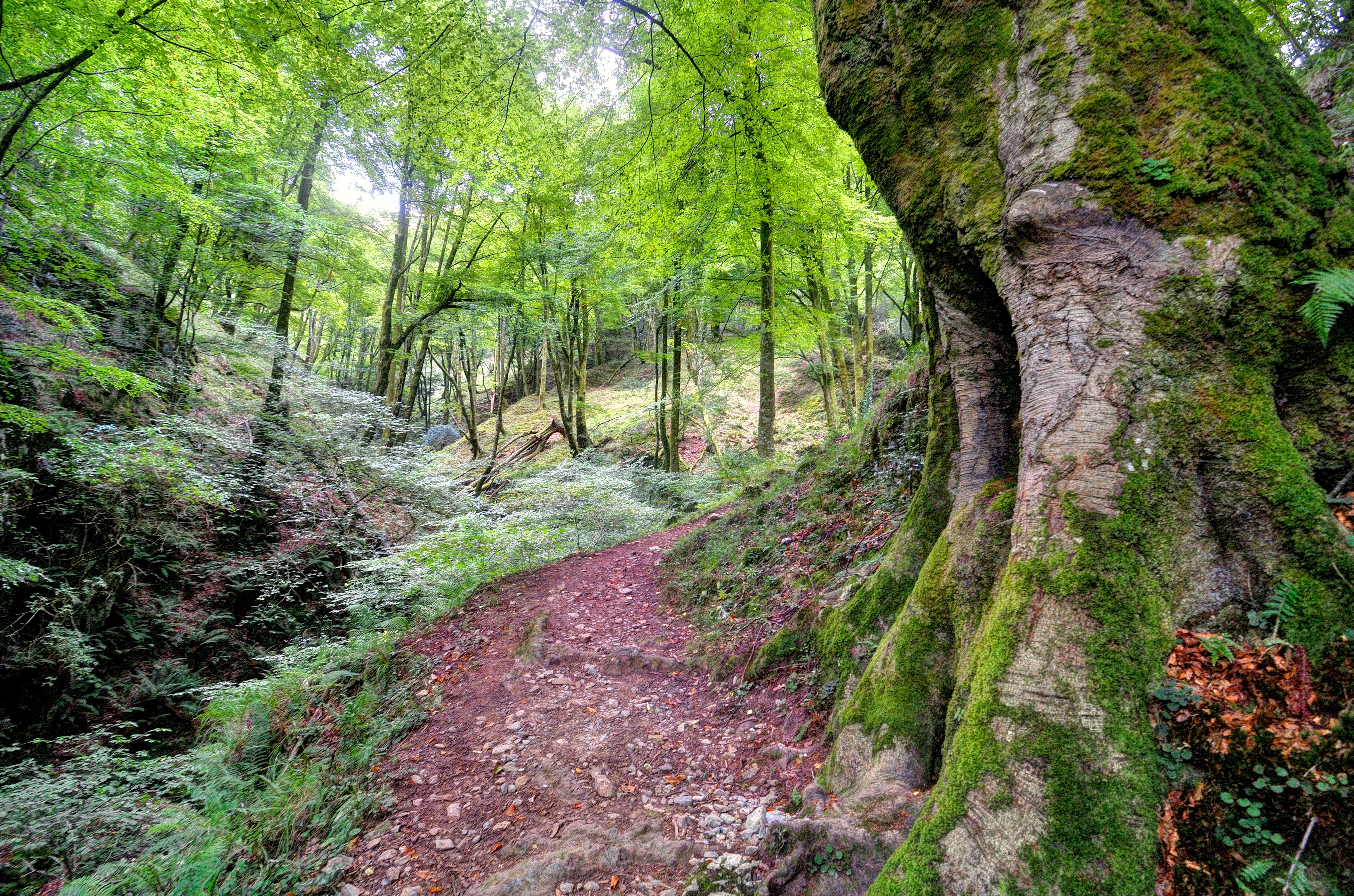
Vista desde el interior del hayedo.

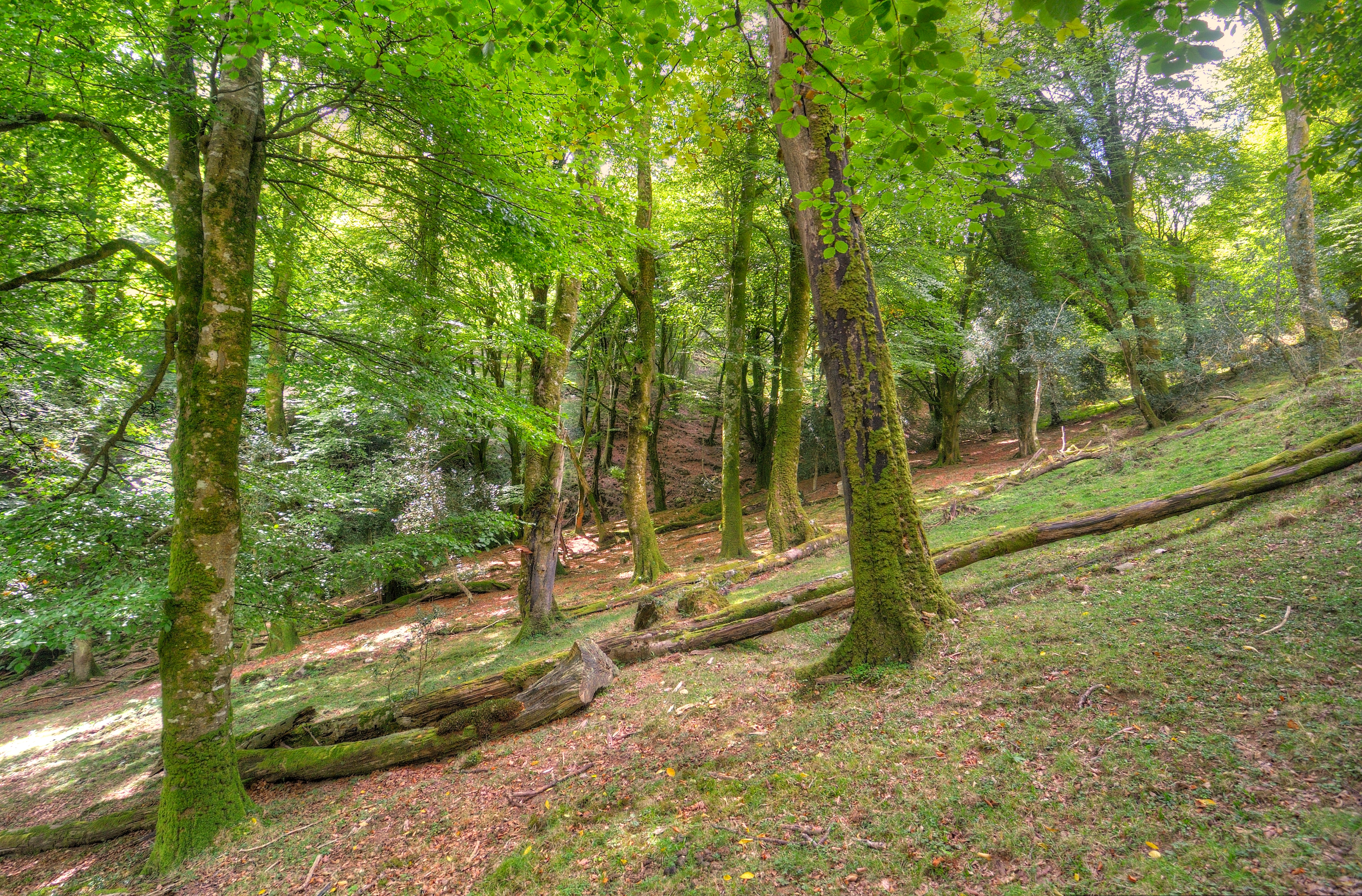
Vista desde el interior del hayedo.

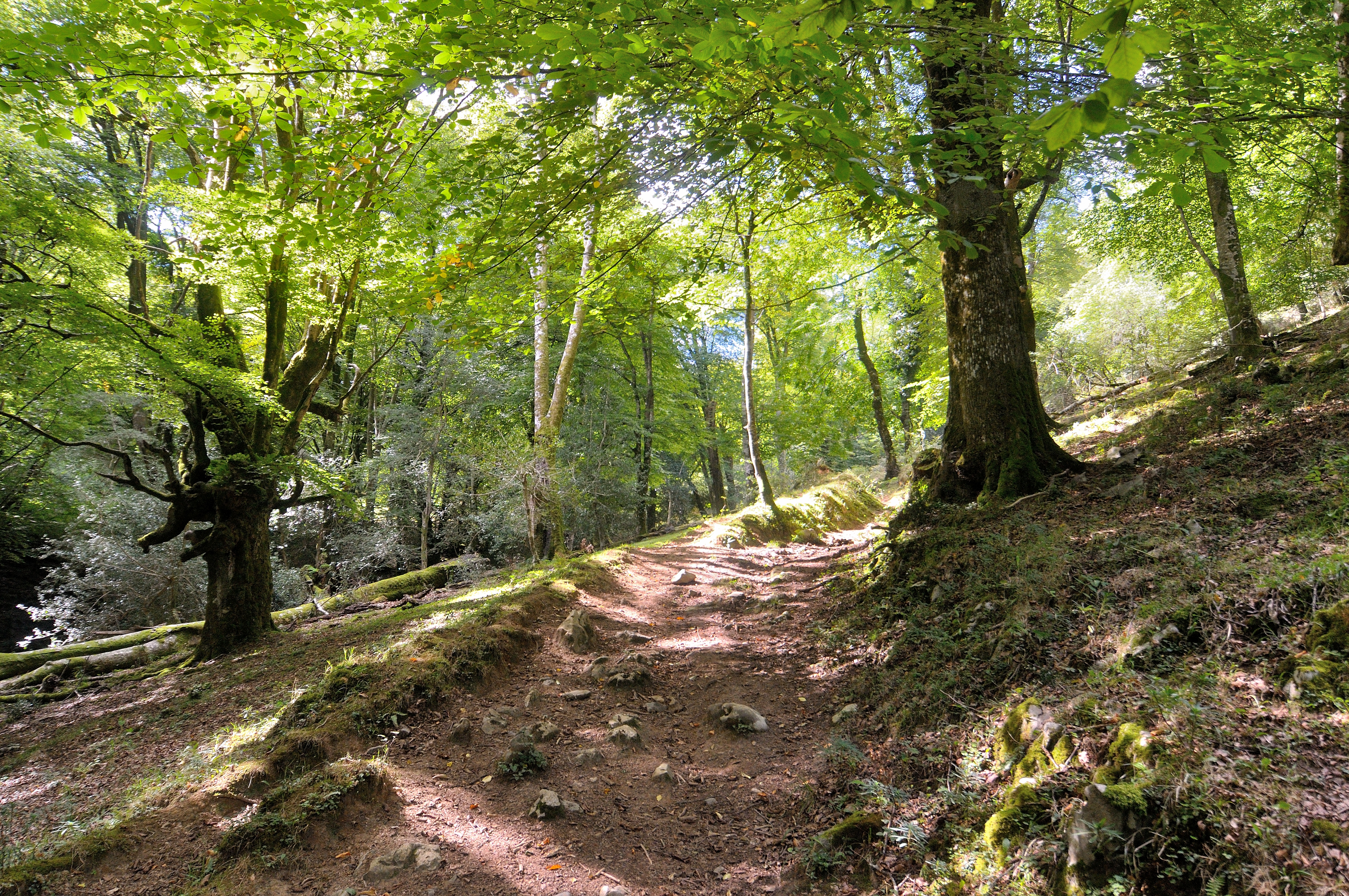
Vista desde el interior del hayedo.

## Algunas especies de la fauna

### Anfibios
- Salamandra común (Salamandra salamandra; sacavera)

- Salamandra rabilarga (Chioglossa lusitanica; sacavera)

### Reptiles
- Lagarto verdinegro (Lacerta schreiberi; llagartu)

- Lagartija serrana (Lacerta monticola; llagartesa)

### Aves
- Mirlo común (Turdus merula; ñerbatu)

- Mirlo acuático (Cinclus cinclus; llavaculos)

- Chochín (Troglodytes troglodytes (cerrica)

- Agateador común (Certhia brachydactyla; esquilón')

- Mosquitero común (Phylloscopus collybita; pioyín)

- Petirrojo (Erithacus rubecula; raitán)

- Reyezuelo listado (Regulus ignicapillus; (reyín')

- Herrerillo común (Parus caeruleus; veranín)

- Carbonero común (Parus major)

### Mamíferos
- Ardillas (Sciurus vulgaris; esguil)

- Garduña (Martes foina; fuina)

- Tejón (Meles meles; melandru)

- Gineta (Genetta genetta; xineta)

- Zorro (Vulpes vulpes; raposu)

- Jabalí (Sus scrofa; xabalín)

- Ciervo (Cervus elaphus; venau)